# حرية الاعتقاد في الصين
حرية الاعتقاد في الصين منصوص عليها في دستور جمهورية الصين الشعبية، مع تنبيه قضائي هام: تحمي الحكومة ما تسميه «نشاط ديني طبيعي» والذي يعرّف عادة بأنه أنشطة تحدث ضمن المؤسسات الدينية المصدّقة من الحكومة وأماكن العبادة المسجلة. وعلى الرغم من إعلان السلالات الحاكمة في الإمبراطورية الصينية مسؤوليتها عن ممارسة الشعائر الدينية، انتقدت هيئات حقوق الإنسان مثل اللجنة الأميركية للحريات الدينية الدولية (يو إس سي آي أر إف) هذا التفريق لأنها لا ترقى لمستوى المعايير الدولية لحماية الحرية الدينية.
تتبنى حكومة جمهورية الصين الشعبية دولة الإلحاد رسميا، وقامت بحملات معادية للأديان لهذا الغرض. ويوجد خمس مؤسسات دينية معترف بها رسميا في الصين: الرابطة البوذية الصينية والرابطة الصينية الطاوية والرابطة الإسلامية الصينية وحركة الذاتيات الثلاث الوطنية والرابطة الكاثوليكية الوطنية الصينية.
تُمنح هذه المجموعات قدرا من الحماية، ولكنها تخضع لقيود ومراقبة تحت إدارة الدولة للشؤون الدينية. تواجه الجماعات الدينية غير المسجلة –بما في ذلك الكنائس المنزلية وجماعة فالون غونغ والبوذيين التبتيين والكاثوليك غير المعترف بهم ومسلمي الإيغور– المضايقات بدرجات متفاوتة، بما في ذلك السجن والتعذيب والتحول القسري إلى الإلحاد.

## الإطار القانوني
تنص المادة 36 من دستور جمهورية الصين الشعبية لعام 1982 على ما يلي:
يتمتع مواطنو جمهورية الصين الشعبية بحرية المعتقد الديني. لا يجوز لأي جهاز حكومي أو منظمة عامة أو فرد إجبار المواطنين على الإيمان أو عدم الإيمان بأي دين، ولا يحق لهم التحامل على المواطنين الذين يؤمنون أو لا يؤمنون بأي دين. تحمي الدولة الأنشطة الدينية الطبيعية. لا يجوز لأي شخص الاستفادة من الدين للمشاركة في الأنشطة التي تخل بالنظام العام أو تضر بصحة المواطنين أو تتدخل في النظام التعليمي للدولة. لا تخضع الهيئات الدينية والشؤون الدينية لأي هيمنة أجنبية.
تمتد هذه الحماية فقط إلى ما يسمى "بالأنشطة الدينية الطبيعية"، والمعروفة عموما أنها تشير إلى الأديان التي تخضع لسيطرة الدولة عبر إدارة الدولة للشؤون الدينية. ويحظر الدستور كذلك استخدام الدين "للانخراط في الأنشطة التي تخل بالنظام الاجتماعي، والتي تضر بصحة المواطنين، أو تتداخل مع النظام التعليمي للدولة. لا تخضع المؤسسات الدينية والشؤون الدينية لأي هيمنة أجنبية.
يمنح القانون الحماية لخمسة أديان معترف بها رسميا: الرابطة البوذية الصينية والرابطة الصينية الطاوية والرابطة الإسلامية الصينية وحركة الذاتيات الثلاث الوطنية والرابطة الكاثوليكية الوطنية الصينية. يُطلب من الجماعات الدينية التسجيل لدى إدارة الدولة للشؤون الدينية (سي إي أر إي والتي عُرفت سابقا باسم مكتب الشؤون الدينية المركزي) أو لدى مكاتبها الإقليمية والمحلية (والتي مازالت تُعرف باسم مكاتب الشؤون الدينية أر إي بي إس) وهذه المكاتب هي المسؤولة عن المتابعة والحكم على مشروعية النشاط الديني.
لا يُسمح بالتبشير إلا في الأماكن الخاصة أو داخل دور العبادة المسجلة، ويُمنع التبشير في الأماكن العامة أو في الكنائس والمعابد غير المسجلة أو التبشير من قبل الأجانب. ويثني الحزب الشيوعي الملحد رسميا أعضاءه عن التمسك بالاعتقاد الديني.
يوجد عدد مُعتبر من الكنائس والمعابد غير المصدق عليها، يحضرها السكان المحليون والأجانب على حد سواء. لا تُحظر الكنائس غير المسجلة أو السرية منها، لكن لا يُسمح لها بإدارة خدمات دينية علنا. قد تواجه هذه الهيئات درجات متفاوتة من التدخل والمضايقة والاضطهاد من قبل الأجهزة الحكومية والحزبية. اتُهم زعماء ومؤمنو الأديان غير المسجلة بـ «أنشطة دينية غير قانونية» أو «الإخلال بالاستقرار الاجتماعي» في بعض الحالات. واتُّهم المؤمنون المتدينون بموجب المادة 300 من القانون الجنائي، التي تمنع استخدام المؤسسات الهرطقية «لتقويض تطبيق القانون».
يشرف جهاز أمن غير قضائي بقيادة الحزب الشيوعي ويُسمى مكتب 6-10 على قمع جماعة فالون غونغ، والمؤسسات الدينية الأخرى غير المسجلة على نحو متزايد.
تتسامح السلطات في بعض الأحيان مع الديانات الشعبية غير المحمية رسميا، وأنشأت إدارة الدولة للشؤون الدينية دائرة للإشراف على إدارة الدين الشعبي.
جادل بعض الباحثين أن الصين أصبحت أكثر تسامحا بما يخص الدين في ظل حكم الجيل الثاني من قادة الصين، القائد الأوحد دينغ شياوبينغ وخلفائه، بينما عاد الموقف الرسمي ليقيد الدين في ظل حكم الجيل الخامس، القائد الأوحد شي جين بينغ.

## المسيحية
يرجع تاريخ وجود المسيحية في الصين إلى عهد سلالة تانغ الحاكمة، وازداد عدد المسيحيين في الصين مع وصول أعداد كبيرة من المبشرين خلال عهد سلالة تشينغ. طُرد المبشرون من الصين في عام 1949 عندما وصل الحزب الشيوعي إلى السلطة، وارتبط الدين بالإمبريالية الغربية. وشهدت المسيحية مع ذلك معاودة شعبيتها منذ الإصلاحات في عهد دينغ شياو بينغ في أواخر السبعينات والثمانينات. وقُدر بحلول عام 2011 أن ما يقرب من 60 مليون مواطن صيني يعتنقون البروتستانتية أو الكاثوليكية. غالبية هؤلاء لا ينتمون إلى الكنائس التي تعترف بها الدولة.
لاتزال السلطات الحكومية تسيطر بنحو ضيق على الممارسات الدينية. يُسمح للأطفال الصينيين في بر الصين الرئيسي بالمشاركة في اجتماعات مسيحية معترف بها رسميا من خلال حركة الذاتيات الثلاث الوطنية أو الجمعيات الوطنية الكاثوليكية في الصين. عمت موجة من الخوف بين المسيحيين في أوائل يناير عام 2018 نتيجة هدم السلطات الصينية لكنيسة في مقاطعة شانسي.

## البوذية

### البوذية التبتية
سيطرت الصين بالكامل على التبت في عام 1959. ودُمرت العديد من الأديرة وقُتل العديد من الرهبان وعامة الناس، إثر الاستيلاء عليها وخاصة أثناء الثورة الثقافية.
فر الدالي لاما الرابع عشر إلى الهند، وتنازل من ذلك الحين عن السلطة المؤقتة لحكومة انتُخبت في المنفى. حاول الدالي لاما الحالي التفاوض مع السلطات الصينية من أجل صلاحية أكبر في الحكم الذاتي والحرية الدينية للتبت.
اقترحت السلطات مرشحيها على السلطات الدينية بسبب وفاة العديد من كبار اللامات في البلاد، ما أدى أحيانا إلى تنافس المدّعين في نفس الحالة. وأقرت الحكومة الصينية في محاولة للسيطرة على ذلك قانونا عام 2007 يفرض استكمال تطبيق التناسخ وإثباته لجميع اللامات الراغبين في التناسخ.
والتجسد الحالي للبانتشن لاما موضع خلاف، حيث يعتبره الدالي لاما أنه غيدهن شوكي ناييما، بينما تعترف الحكومة الصينية بأن تيايين هاي نوربو هو تجسيد البانتشن لاما الحادي عشر. تزعم مصادر تبتية في المنفى أن الحكومة الصينية اختطفت غيدهن شوكي ناييما، وتتسم هوية البانتشن لاما بأهمية حرجة للبوذية التبتية لأنه أحد السلطات التي يجب أن تصدق على الدالاي لاما القادم.

## الإسلام
تقدر إدارة الدولة للشؤون الدينية عدد المسلمين في الصين بنحو 21 مليون نسمة، بينما تقترح تقديرات مستقلة أن هذا العدد قد يصل إلى 50 مليونًا. وفقًا لتعداد أجري عام 2000، فإن 96% من المسلمين البالغ عددهم 20.3 مليونًا ينتمون إلى ثلاث مجموعات عرقية: الهوي والأويغور والكازاخيون. يعيش معظم مسلمي الهوي في مقاطعات نينغشيا وتشينغهاي وقانسو، بينما يوجد معظم مسلمي الأويغور في سنجان.
تشرف الرابطة الإسلامية في الصين (آي إيه سي) التي تديرها الدولة على ممارسة شعائر الإسلام، رغم أن العديد من المسلمين يتعبدون خارج أجهزة الدولة. تنظم آي إيه سي محتوى الخطب وتفسير الكتاب المقدس الديني، وتتحكم بتعيين رجال الدين، وتراقب الحج في الخارج. أنشأت الرابطة الإسلامية في الصين عام 2001 لجنةً لضمان تفسير النصوص المقدسة بطريقة تخدم مصالح الحكومة الصينية والحزب الشيوعي.
تفرض السلطات في سنجان ضوابط صارمة على التعبير الديني، خاصةً على الأويغور. تشير تقارير حقوق الإنسان إلى أن الحملات الأمنية تترافق كثيرًا مع إجراءات قمع الدين. تراقب السلطات المساجد وتحصر ترقب قدوم رمضان بالمسؤولين الحكوميين والطلاب، وتقوم بحملات لمنع رجال الأويغور من إطلاق لحاهم. اعتُقِل المسلمون الأويغور الذين مارسوا عبادتهم بشكل مستقل واتُّهِموا بالقيام «بأنشطة دينية غير قانونية».
مع ذلك، كان سبب ممارسة المزيد من عمليات قمع الأويغور كونهم مرتدين أكثر من كونهم مسلمين. حظرت الصين كتابًا بعنوان «شينغ فنغسو» («العادات الجنسية») الذي أهان الإسلام، واعتقلت مؤلفيه عام 1989 بعد احتجاجات المسلمين الهويين في لانجو وبكين، إذ حمت خلالها الشرطة الصينية المتظاهرين المسلمين الهويين، ونظمت الحكومة الصينية حرقًا عامًا للكتاب.
دعمت الحكومة الصينية الهويين وأعطتهم مطالبهم لأن الهوي لا تشكل حركة انفصالية، على عكس الأويغور. أطلقت الحكومة الصينية سراح المتظاهرين المسلمين الهويين الذين أثاروا أعمال الشغب عنيفة عبر تخريب الممتلكات خلال الاحتجاجات ضد الكتاب وتُركوا دون عقاب، بينما سجنت المتظاهرين الأويغور.
في عام 2007، ترقبًا لـ «عام الخنزير» القادم في التقويم الصيني، حظر التلفزيون الصيني المركزي (سي سي تي في) تصوير الخنازير «لتجنب الصراعات مع الأقليات الإثنية». يُعتقد أن الـ 20 مليون مسلم من سكان الصين (الذين يعتبرون أن الخنازير «نجسة») هم المقصودون بكلمة الأقليات.
رداً على الهجوم على صحيفة شارلي إبدو عام 2015، هاجمت وسائل الإعلام الحكومية الصينية صحيفة شارلي إبدو لنشرها الرسوم الكاريكاتورية التي أهانت مُحَمَّد نبي الإسلام، إذ دعت وكالة أنباء شينخوا الحكومية إلى فرض قيود على حرية التعبير، بينما قالت صحيفة غلوبال تايمز الحكومية أيضًأ أن الهجوم كان «ردة فعل» على ما تمثل بالاستعمار الغربي، كما اتهمت صحيفة شارلي إبدو بمحاولة تحريض صدام الحضارات.
تعاملت الحكومة الصينية بتمييز مع الجماعات العرقية المسلمة المختلفة الموجودة في مناطق مختلفة من الصين فيما يتعلق بالحرية الدينية. الحرية الدينية متوفرة للمسلمين الهويين، الذين يمكنهم ممارسة دينهم، وبناء المساجد، وإحضار أطفالهم إلى المساجد، بينما وُضعت ضوابط أكثر على الأويغور في سنجان.
منذ ثمانينيات القرن العشرين، دُعمت المدارس الإسلامية الخاصة وسمحت بها الحكومة الصينية في المناطق الإسلامية، بينما مُنعت هذه المدارس في سنجان على وجه التحديد بسبب وجهات النظر الانفصالية الموجودة هناك. ورغم أن التعليم الديني للأطفال ممنوع رسميًا في القانون الصيني، يسمح الحزب الشيوعي للمسلمين الهوييين بانتهاك هذا القانون وتعليم أطفالهم الدين وإحضارهم إلى المساجد بينما يُطبق هذا القانون على الأويغور.
بعد إكمال مرحلة التعليم الثانوي، تسمح الصين للطلاب الهويين بالمباشرة بالدراسات الدينية بتوجيه إمام. لا تفرض الصين القانون على الأطفال الذين يقصدون المساجد في المناطق غير الأويغورية خارج سنجان. 

## الطاوية
يُطلب من معتنقي الطاوية التسجيل في الرابطة الصينية الطاوية الخاضعة للحكومة، والتي تمارس السيطرة على العقيدة الدينية والأفراد، وتقيد الحكومات المحلية بناء المعابد الطاوية والتماثيل، وتدعو لترك الممارسات التي تعتبرها «وهمية» أو «إقطاعية.»
تملي الرابطة الصينية الطاوية التأويل الصحيح للعقيدة الطاوية، وتوصي معتنقي الطاوية بدعم الحزب الشيوعي والدولة، حيث وعلى سبيل المثال جعلت الرابطة الصينية الطاوية في نوفمبر 2010 أحد صفوف قراءة الكتاب المقدس للطاوية يطلب من المشاركين أن «يحبوا بحماس الوطن الأم الاشتراكي وأن يدعموا قيادة الحزب الشيوعي الصيني.»